# Gereb Shegal
Gereb Shegal est un réservoir qui se trouve dans le woreda d’Inderta au Tigré en Éthiopie. Le barrage a été construit en 1998 par SAERT.

## Caractéristiques du barrage
- Hauteur : 20 mètres
- Longueur de la crête : 363 mètres

## Capacité
- Capacité d’origine : 1 000 000 m3
- Superficie : 17,1 ha

## Irrigation
- Périmètre irrigué planifié : 52 ha
- Aire irriguée réellement en 2002 : 14 ha

## Environnement
Le bassin versant du réservoir a une superficie de 8,67 km2, un périmetre de 12,12 km, et une longueur de 4 320 mètres. Le réservoir subit une sédimentation rapide,. La lithologie du bassin est composée de Dolérite de Mekelle et Calcaire d’Antalo. Une partie des eaux du réservoir est perdue par percolation ; un effet secondaire et positif est que ces eaux contribuent à la recharge des aquifères.